# Armin Senser

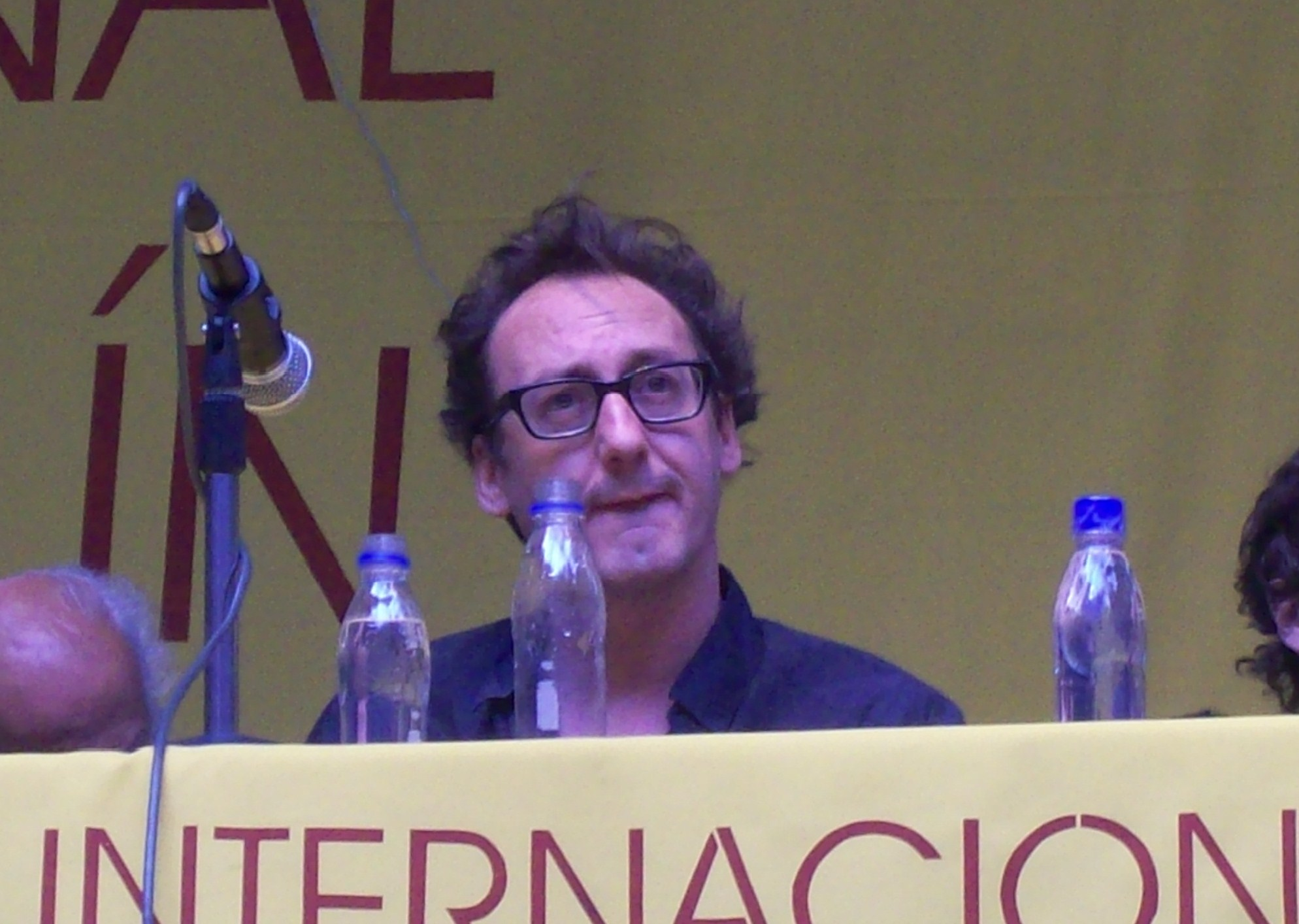
Armin Senser (2008)

Armin Senser (* 18. Juli 1964 in Biel/Bienne) ist ein Schweizer Schriftsteller.

## Werdegang
Senser studierte Philosophie, Germanistik und Linguistik an der Universität Bern, wo er mit dem Lizenziat abschloss. 1998 übersiedelte er nach Berlin.
Für seinen ersten Gedichtband Großes Erwachen wurde er mit dem Lyrik-Debüt-Preis ausgezeichnet. Frühe Publikationen erschienen in den Anthologien Swiss Made. Junge Literatur aus der deutschsprachigen Schweiz, hg. v. Andreas Paschedag u. Reto Sorg, Berlin, Wagenbach 2001, und Natürlich die Schweizer! Neues von Paul Nizon, Ruth Schweiker, Peter Stamm u. a., hg. v. Reto Sorg u. Yeboaa Ofosu, Berlin, Aufbau 2002.

## Preise
- 1999: Buchpreis des Kantons Bern
- 1999: Lyrik-Debüt-Preis
- 2009: H.C. Artmann-Stipendium
- 2011: Poesiepreis des Kulturkreises der deutschen Wirtschaft[1]
- 2016: Literaturpreis des Kantons Bern für den Gedichtband Liebesleben

## Werke
- Großes Erwachen. Gedichte. Hanser, München 1999, ISBN 3-446-19693-5
- Im Labyrinth der Zeit. In:  Jorge Luis Borges zum Hundertsten. Akzente, H. 4, München 1999, ISBN 3-446-23219-2 ISSN 0002-3957 S. 298–309
- Jahrhundert der Ruhe. Gedichte. Hanser, München 2003, ISBN 3-446-20365-6
- Kalte Kriege. Gedichte. Hanser, München 2007, ISBN 978-3-446-20830-8
- Shakespeare. Roman in Versen. Hanser, München 2011, ISBN 978-3-446-23646-2
- Liebesleben. Gedichte. Edition Lyrik Kabinett bei Hanser, München 2015, ISBN 978-3-446-24911-0
- Priester und Ironiker. Über Literatur. Klever, Wien 2015, ISBN 978-3-902665-96-6
- Kolumbianischer Tango. Eine Reise. (E-Book in der Reihe Hanser Box) Hanser, München 2015, ISBN 978-3-446-25097-0.
- Sensus. Chronik des Scheiterns. Edition Korrespondenzen, Wien 2016, ISBN 978-3-902951-25-0.
- Der ich bin. Chronik des Vergessens. Edition Korrespondenzen, Wien 2018, ISBN 978-3-902951-32-8.
- Nach der Kunst. Klever, Wien 2021, ISBN 978-3-903110-70-0.
- Requiem. Chronik des Erinnerns, Edition Korrespondenzen, Wien 2023, ISBN 978-3-902951-53-3.
- Die andere Stadt. Über Architektur. Klever, Wien 2023, ISBN 978-3-903110-99-1.
- Topografien. Gedichte. Edition Korrespondenzen, Wien 2024, ISBN 978-3-902951-81-6.